# 河西裕介
河西 裕介（かさい ゆうすけ、1983年8月7日 - ）は、劇作家、演出家、俳優。劇団Straw&Berry（ストロウアンドベリー）主宰者。

## 略歴・人物
長野県出身。2007年、一橋大学在学中に、国分寺大人倶楽部を旗揚げ。以降、全作品において、脚本・演出をつとめる。
演劇を始めるきっかけは劇団「ポツドール」。
国分寺大人倶楽部の活動休止後、新プロジェクトStraw＆Berryの活動を開始。俳優としても活動しており、ポツドール、smartball、乞局などの舞台に出演しているほか、映像の分野や高校演劇の審査委員としても活躍している。

## 脚本・演出・出演

### 舞台
- Straw＆Berry #1 『マリア』（2013年）
- Straw＆Berry #2『ワンダーランド』（2015年）
- Straw＆Berry #3『モリー』（2016年）

## 脚本・演出

### 舞台
- 月刊「根本宗子」バー公演『モスキート』（2013年）
- イトーカンパニーpresents『キャンディー』（2014年）
- サッソク 三発目『ドッグウェイ』（2014年）
- Mrs.fictions『15 MINUTES MADE VOL.13』参加作品『ブルーベリー』（2015年）
- ヒヨコの神様『いい加減に気付け、お前は性格悪いんだ』参加作品『イマジン』（2016年）

## 出演

### 舞台
- ポツドール vol.15『恋の渦』（2006年 脚本・演出：三浦大輔）
- ポツドール vol.16『激情』再演（2007年 脚本・演出：三浦大輔）